# Saint-Lucia-Waldsänger
Der Saint-Lucia-Waldsänger oder Luciawaldsänger (Setophaga delicata) ist eine Singvogelart aus der Familie der Waldsänger (Parulidae). Er ist auf der Insel St. Lucia in den Kleinen Antillen endemisch.

## Merkmale
Der Saint-Lucia-Waldsänger erreicht eine Körperlänge von 13,5 cm und ein Gewicht von 5,3 bis 8,2 g. Die Flügellänge beträgt 54 bis 57 mm und die Schwanzlänge 59 bis 54 mm. Die Stirn, ein kurzer, schmaler seitlicher Kronenstreifen und die Zügel sind schwarz. Der kurze breite Überaugenstreif und ein Fleck unterhalb des Auges sind hellgelb. Der übrige Kopf und die Oberseite sind rein bläulichgrau. Die Oberflügel sind dunkler. Die großen und mittleren Flügeldecken haben weiße Spitzen und zwei weiße Flügelbinden. Die drei äußeren Schwanzfedern sind ausgedehnt weiß. Die Kehle und die Unterseite bis zur Bauchmitte sind hellgelb. Der Unterbauch und die Unterschwanzdecken sind weiß. Die Iris ist schwarz. Die Beine sind dunkel gräulich-fleischfarben. Vom nahe verwandten Antillenwaldsänger unterscheidet sich der Saint-Lucia-Waldsänger durch sein helleres Gefieder, durch seine blauere Oberseite, durch die heller gelbe Unterseite und die reingelbe Gesichtsfärbung. Die Geschlechter sehen gleich aus. Die juvenilen Vögel sind offenbar unbeschrieben, vermutlich ähneln sie den Jungvögeln des Antillenwaldsängers.

## Systematik
Der Saint-Lucia-Waldsänger wurde im Jahr 1883 von Robert Ridgway als Dendroica delicata beschrieben. Bei einer im Jahr 2010 veröffentlichten Revision wurden die Gattungen Dendroica und Setophaga synonymisiert, da sie sich genetisch nicht voneinander unterscheiden. Da Setophaga  bereits 1827 von William Swainson aufgestellt wurde und Dendroica im Jahr 1842 von George Robert Gray, hat die Verwendung der erstgenannten Gattung Priorität.
Der Saint-Lucia-Waldsänger und der Barbudawaldsänger (Setophaga subita) galten längere Zeit als Unterarten des Antillenwaldsängers (Setophaga adelaidae). Eine 1998 veröffentlichte Studie kam zu dem Ergebnis, dass der Grad der genetischen Differenzierung so hoch ist, dass ein Artstatus unterstützt werden kann.

## Lautäußerungen
Der Gesang ähnelt dem des Antillenwaldsängers, ist jedoch melodiöser. Der Ruf hat Ähnlichkeit mit dem des Antillenwaldsängers.

## Lebensraum und Lebensweise
Der Saint-Lucia-Waldsänger bewohnt montane Regenwälder. Die Nahrung besteht überwiegend aus Insekten und anderen Gliederfüßern und wird durch Picken abgesammelt. Im Vergleich zum Antillenwaldsänger, der eher in höheren Höhenlagen anzutreffen ist, geht der Saint-Lucia-Waldsänger hauptsächlich in niedrigeren Höhenlagen und häufig im Unterholz auf Nahrungssuche. Paare verbleiben das ganze Jahr über im selben Territorium. Über das Fortpflanzungsverhalten liegen keine Informationen vor.

## Status
Der Saint-Lucia-Waldsänger wurde im Jahr 2004 in der Kategorie „nicht gefährdet“ (least concern) in die Rote Liste der IUCN aufgenommen. Der Bestand wird auf 10.000 Individuen geschätzt und als mäßig häufig angesehen. Im 20. Jahrhundert gab es spürbare Fluktuationen der Population, derzeit wird der Populationstrend als stabil angesehen.